# انوع تجربه دینی (کتاب)
تنوع تجربه دینی از آثار برجسته ویلیام جیمز است. این کتاب شامل سخنرانی‌های ویرایش‌شده او در دانشگاه ادینبورا در اسکاتلند در سال‌های ۱۹۰۱ و ۱۹۰۲ است. همپوشی‌هایی بین این کتاب و کتاب پراگماتیسم (۱۹۰۷) وجود دارد.